# Das Teufelsauge (1960)
Das Teufelsauge (Erstaufführungstitel Die Jungfrauenbrücke, Originaltitel Djävulens öga) ist eine in Schwarzweiß gedrehte schwedische Filmkomödie von Ingmar Bergman aus dem Jahre 1960.

## Handlung
Die 20-jährige Britt-Marie wird als Jungfrau in die Ehe gehen. Diesen Erfolg des Himmels kann die Hölle, frei nach dem Sprichwort „Die Unschuld ist dem Teufel ein Gerstenkorn im Auge“, nicht dulden. Der Teufel schickt seinen besten Verführer, Don Juan, der seine Untaten dort büßt, für einen Tag und eine Nacht auf die Erde, um Britt-Marie zur „Sünde“ zu bewegen.
Auch Don Juans Diener Pablo darf mit ihm gehen. Durch vom Teufel eingefädelte Ereignisse gelangen sie ins Pfarrhaus, das Elternhaus Britts. Don Juan und Pablo können sich nicht lange zurückhalten und nutzen jede Gelegenheit, um die Frau des gutgläubigen Pfarrers und dessen Tochter zu verführen. Pablo, dem es eigentlich verboten ist, gelingt die Verführung.
Don Juan jedoch wird von der Liebe gepackt und will Britt für eine gute Ehe erhalten. Obwohl Britt bereit ist, sich ihm hinzugeben, reisen Don Juan und Pablo nach Ablauf der Nacht zurück in die Hölle, wo der Teufel sie aufgebracht erwartet.
Britt geht jungfräulich ihre Ehe mit Jonas ein, doch letztendlich triumphiert Satan, denn Britt beginnt sofort zu lügen. Sie habe nie einen anderen Mann geküsst, behauptet sie, dabei war laut ihrer Aussage Don Juan bereits der 37. Mann, den sie bloß zum Spaß geküsst hat. Das Gerstenkorn des Satans verschwindet.
Diese Handlung ist eingebettet in eine schlanke Rahmenhandlung, in der die drei Akte der als Filmaufführung dargebotenen Haupthandlung vergleichbar einer Mischung des Vorspiels auf dem Theater und des Prologs im Himmel conferiert werden, zum Beispiel nach dem ersten Akt: „Es gibt Leute, die allen Ernstes behaupten, Gott wäre tot oder er hätte nie existiert, der Himmel sei leer und die Ewigkeit nicht greifbar. Sie behaupten, das Böse wäre eine kalte und sachlich funktionierende Maschine ähnlich den Naturgesetzen und das Gute nur eine zufällige und abstrakte Perversion im Leben der Menschheit. Solche Standpunkte sind eine ausgezeichnete Basis für eine Tragödie, aber wir befinden uns in einer Komödie …“.

## Hintergrund
Ingmar Bergman hatte nach eigener Aussage kein Interesse an dem Stoff. Um Carl Anders Dymling von der Produktionsgesellschaft Svensk Filmindustri, der wiederum Vorbehalte gegen Bergmans Wunschprojekt Die Jungfrauenquelle hegte, entgegenzukommen, erklärte er sich bereit, beide Filme zu inszenieren.
Das Teufelsauge startete am 17. Oktober 1960 in den schwedischen und am 11. Januar 1966 in den deutschen Kinos. Der Kinotitel Die Jungfrauenbrücke wurde für die TV-Erstausstrahlung 1971 zu Das Teufelsauge geändert.

## Kritiken
„Abschluß einer Reihe metaphysischer Liebeskomödien, die Ingmar Bergman in den fünfziger Jahren drehte. Die frivole Eleganz der Inszenierung und die literarisch ambitionierte Symbolsprache wirken manchmal etwas verkrampft und prätentiös.“

„Eine theaterähnlich inszenierte Komödie Bergmans, der es an Dynamik und satirischer Kraft mangelt, so daß sie eher verstaubt und langweilig als gekonnt und geistreich wirkt. Ab 18 ohne jede Empfehlung.“